# Cantón el Yaital
Cantón el Yaital är en ort i Mexiko.   Den ligger i kommunen Huixtla och delstaten Chiapas, i den sydöstra delen av landet, 900 km sydost om huvudstaden Mexico City. Cantón el Yaital ligger 32 meter över havet och antalet invånare är 252.
Terrängen runt Cantón el Yaital är platt åt sydväst, men åt nordost är den bergig. Runt Cantón el Yaital är det ganska tätbefolkat, med 108 invånare per kvadratkilometer. Närmaste större samhälle är Huixtla, 4,2 km öster om Cantón el Yaital. Omgivningarna runt Cantón el Yaital är en mosaik av jordbruksmark och naturlig växtlighet.